# Cadens (Sallinen)
Cadens (voor solo viool) is een compositie van de Fin Aulis Sallinen. Het is gecomponeerd als bijdrage in een competitie voor uitvoering tijdens het Jean Sibelius viool-concours. Het werk van Sallinen won de eerste prijs en kreeg derhalve een aantal uitvoeringen achter elkaar in Helsinki van 22 november 1965 tot 8 december 1965.
De cadens voor solo viool wordt ingeschat als gemiddeld virtuoos en moet het ook af en toe hebben van de volle klank van de viool. Daardoor is het een vrij anoniem werk geworden. Een passage in de finale van de cadans bevat het hoofdthema van wat later Sallinens meest opgenomen werk zou worden: Kamermuziek III.

## Discografie
- Uitgave BIS Records 41: Paavo Pohjola viool